# 纳吉·塔列布
纳吉·塔列布（阿拉伯语：ناجي طالب，1917年—2010年）是一名伊拉克将军，1964年—1965年他任伊拉克外交部长，1966年—1967年伊拉克总理。

## 生平
早在1956年塔列布就加入了反对伊拉克哈希姆王朝的共和国“自由军官”秘密组织。他是1958年7月14日推翻伊拉克王国的政变中继阿卜杜尔·卡里姆·卡塞姆将军和阿卜杜勒·萨拉姆·阿里夫上校后的第三重要人物，当时他的军阶是少校。他本人是什叶派教徒，在政变成功后他首先在卡塞姆的革命政府中任社会部长。1959年阿里夫被卡塞姆控告判刑后他辞职。
1963年復興黨政变前塔列布在幕后操纵，他显然没有参加谋杀卡塞姆的阴谋。1963年政变中他支持阿里夫总统和塔赫尔·叶海亚总理，被晋升为将军。阿里夫死后他劝告新总统阿卜杜勒·拉赫曼·阿里夫撤消过于自主的总理阿比德·拉赫曼·巴扎兹的职务。各个不同军队派别最后决定让塔列布出任总理职。塔列布与前总理阿里夫·阿比德·拉扎克领导的多次要求与埃及合并的派别的关系也很好。
1966年8月9日塔列布组阁。他的内阁由七名军官和12名平民组成。这个被称为“国家团结”的无党派技術官僚政府中断了由巴扎兹开始的与库尔德人的和平谈判，重新开始对库尔德人作战。阿德南·帕沙希在塔列布政府中任外交部长。
塔列布同时也兼任石油部长。1966年他非常出色地解决了伊拉克、叙利亚和伊拉克石油公司之间的争执，但是这个解决方案却导致了必要的改革再次被推迟。在伊拉克与库尔德人的冲突中塔列布向贾拉勒·塔拉巴尼提供武器和钱，来支持他对穆斯托伐·巴爾札尼的战斗，这导致了伊拉克库尔德斯坦民主党的分裂，但是并没有为伊拉克带来所希望的镇压库尔德人起义的胜利。
由于他在对库尔德人的战争中没有成就，因此军队对于他的支持很快就削弱了。1967年5月10日由于军队内部派别斗争他被推翻。阿里夫总统暂时兼任总理。一年后塔列布与艾哈迈德·哈桑·贝克尔联名对阿里夫下最后通牒，让他自动下台，告诉他否则的话会发生军变。复兴党再次掌政后他被迫退休遣送国外。2003年美军入侵伊拉克后他回到伊拉克。在费卢杰他呼吁美军不要过分使用武力。
| 前任： 阿卜杜勒·拉赫曼·巴扎兹 | 伊拉克总理 1966年-1967年 | 繼任： 阿卜杜勒·拉赫曼·阿里夫 |